# Pharmacopée chinoise
 (octobre 2018).
Si vous disposez d'ouvrages ou d'articles de référence ou si vous connaissez des sites web de qualité traitant du thème abordé ici, merci de compléter l'article en donnant les références utiles à sa vérifiabilité et en les liant à la section « Notes et références ».

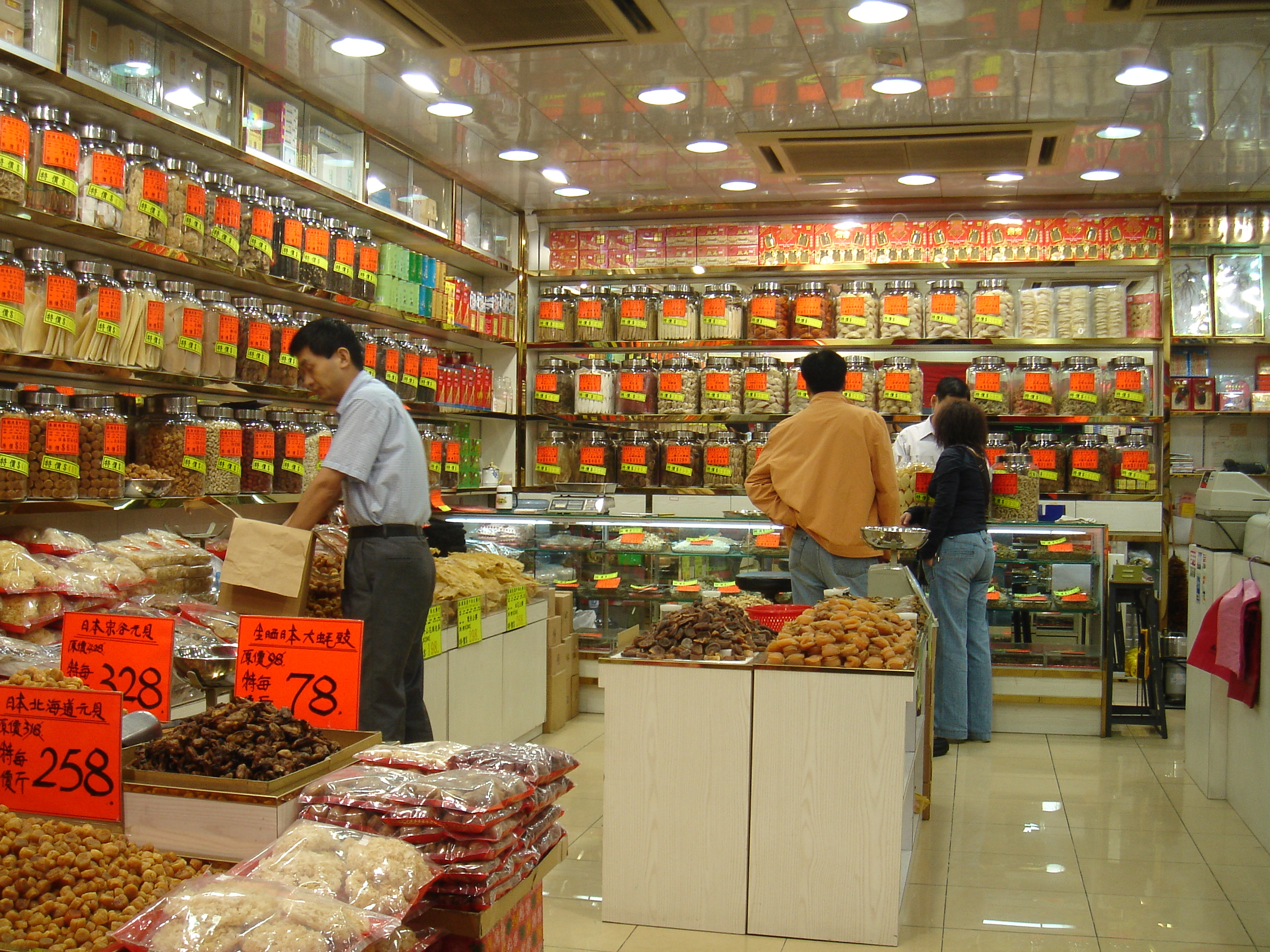
Un magasin à Hong Kong

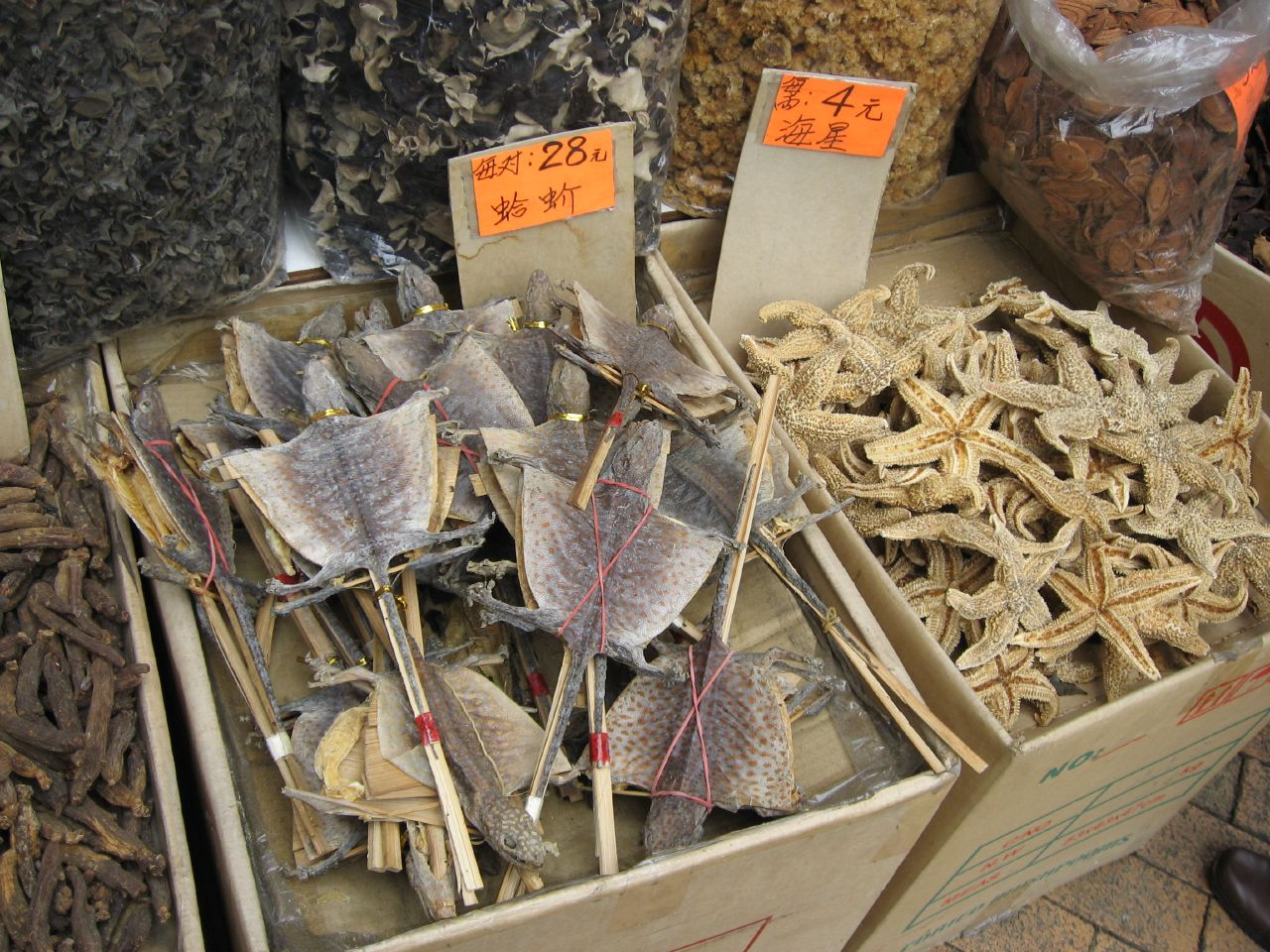
Des lézards et des étoiles de mer séchés

La pharmacopée chinoise est l'une des branches de la médecine chinoise traditionnelle. Elle comporte un large éventail de produits, depuis les plantes médicinales (comprenant, racines, plantes, graines et champignons) utilisées seules ou en mélange, jusqu'à des décoctions intégrant des extraits animaux ou minéraux.
Chacune des prescriptions à base d'herboristerie est un cocktail de plantes élaboré sur mesure pour le patient. Un assortiment d'herbes médicinales est généralement infusé deux fois en une heure. Le praticien conçoit habituellement un remède en utilisant un ou deux ingrédients principaux qui visent la maladie. Puis il ajoute d'autres ingrédients pour ajuster la formule aux conditions yin/yang du patient. Parfois, des ingrédients sont nécessaires pour annuler la toxicité ou les effets secondaires des principaux ingrédients. Certaines herbes requièrent l'utilisation d'autre ingrédients qui agissent à la manière de catalyseurs ou sinon l'infusion est inefficace. Les dernières étapes exigent beaucoup d'expérience et de connaissance, et font la différence entre un bon herboriste et l'amateur. À la différence de la médecine occidentale, l'équilibre de l'ensemble des ingrédients est considéré comme plus important que les effets des ingrédients séparés.  
L'herboristerie chinoise incorpore des ingrédients provenant de toutes les parties de la plantes, feuille, tige, fleur, racine.
L'utilisation d'espèces menacées (telle que les hippocampes, la corne de rhinocéros et l'os de tigre) a créé des polémiques et a eu comme conséquence l'apparition d'un marché noir qui a encouragé le braconnage d'espèces menacées.
La vente de ces plantes en occident, hors de tout contrôle médical, est porteuse de risques. Ainsi au début des années 1990, en Belgique, une centaine de femmes ayant ingéré lors d'un régime amaigrissant Aristolochia fangchi au lieu de Stephania tetandra en raison de la proximité de leurs noms, ont développé une néphropathie interstitielle et plusieurs d'entre elles en sont mortes. D'autres cas de confusions mortelles ont ensuite été rapportées en France, en Allemagne, et au Royaume-Uni. 